# 悉妮·麦克劳克林-莱弗隆
悉妮·米歇尔·麦克劳克林-莱弗隆（英語：Sydney Michelle McLaughlin-Levrone，原姓：麦克劳克林（McLaughlin）；1999年8月7日—）是美国女子跨栏和短跑运动员，专项是400米栏，并且是该项目世界纪录保持者。她是2020年东京奥运会和2024年巴黎奥运会冠军，还是2022年世界田径锦标赛冠军。她在2024年奥运会跑出的50秒37打破了自己保持的50秒65世界纪录。她是第一个在同一项目至少打破4次世界纪录的径赛运动员，这一成就是在13个月内做到的。她是第一个打破女子400米栏52秒（2021年6月）和51秒（2022年7月）大关的运动员。她在4x400米接力上四次获得世界冠军。
2022年，麥克勞克林被世界田联选为年度最佳女运动员。

## 早年经历
麥克勞克林出生于新泽西州新不伦瑞克，她在鄧內倫长大。她的父母是Willie McLaughlin和Mary Neumeister McLaughlin，两人都曾是田径运动员。受父母的影响，麥克勞克林和她的兄弟姐妹很早就开始接受田径训练。麥克勞克林14岁时，她的父亲说：“我们的孩子都很有天赋，但是悉妮是最特殊的一个。

## 高中和大学生涯
麥克勞克林在2016年美国奥运选拔赛中以54.15秒的成绩获得400米栏第三名，创造了新的世界少年最佳成绩和世界少年纪录，使她还是高中生时就获得了里约奥运会的参赛资格
。她是自1980年卡罗尔·刘易斯和德妮安·霍华德获得莫斯科奥运会参赛资格以来，美国奥运田径队最年轻的运动员。在奥运会上，她在半决赛中排名第五，未能晋级决赛。 
2016年11月，麦克劳林签署了一份国家意向书，进入肯塔基大学并加入田径队。2018年3月，麦克劳林在2018年NCAA一级室内田径锦标赛上创造了世界青少年400米纪录（50.36）。2018年5月13日，麦克劳林在400米栏打破了大学和NCAA的记录，在她首次参加SEC冠军赛时以52.75的成绩赢得了该项目。

## 职业生涯
在转职业麥克勞克林前代表肯塔基大学参赛。2018年6月，在肯塔基大学呆了一年后，她放弃了由大学比赛转为职业选手的资格，并于同年10月与New Balance签署了赞助协议。在一场竞标战之后，她从New Balance那里获得了大约150万美元的年度基本工资。麦克劳林没有聘请专门代理运动员的经纪人，而是与通常代理好莱坞明星的公司William Morris Endeavor签订了合同。
她在2019年世界田径锦标赛400米栏上赢得了银牌，创造了52.23秒的个人最好成绩。2021年，在美國奧運田徑代表選拔賽中，把400公尺跨欄個人紀錄推至51.90秒，打破世界紀錄（原紀錄52.16秒），並在此後的2020年夏季奧林匹克運動會上以51.46秒的成績再度刷新世界紀錄獲得金牌。2022年6月，麥克勞克林在400公尺跨欄比賽中創下51秒41的成績，再度打破世界紀錄。7月22日，她再度以50秒68打破400公尺跨欄比賽紀錄。

## 个人生活
麦克劳克林的丈夫是Andre Levrone Jr.（出生于1995年3月9日），他在2018年从弗吉尼亚大学毕业之前是学校的外接手，毕业后没有在NFL常规赛登场。两人于2021年8月25日在斯科茨代爾的四季酒店宣布订婚，婚礼于2022年5月5日在弗吉尼亚州麦迪逊举办
麦克劳克林是一名基督徒，她和丈夫是洛杉矶Grace Community Church的成员。
2021年8月28日，她的家乡鄧內倫把镇上哥伦比亚公园的一条小道以她的名字命名。
2024年1月30日，麦克劳克林发布了自己的自传，讲述了她从2016年美国奥运选拔赛到2023年室外赛季的经历。

## 成就
| 室内室外 | 距离    | 时间  | 日期          | 比赛地点                 | 注释             |
| -------- | ------- | ----- | ------------- | ------------------------ | ---------------- |
| 室外     | 400米欄 | 50.37 | 2024年8月8日  | 法國巴黎                 | 世界紀錄         |
| 室外     | 300米栏 | 38.90 | 2017年4月9日  | 美国加利福尼亚           | 中学国家记录     |
| 室外     | 100米栏 | 12.65 | 2021年5月9日  | 美国国家记录             |                  |
| 室外     | 400米   | 48.74 | 2023年7月8日  | 美国尤金                 |                  |
| 室外     | 200米   | 22.39 | 2018年3月29日 | 美国佛罗里达州盖恩斯维尔 |                  |
| 室内     | 60米栏  | 8.17  | 2015年3月15日 | 美国纽约                 |                  |
| 室内     | 400米   | 50.36 | 2018年3月10日 | 美国德克萨斯州大学城     | 20岁以下北美记录 |
| 室内     | 300米   | 36.12 | 2017年12月8日 | 美国印第安纳州布卢明顿   | 20岁以下世界纪录 |
| 室内     | 200米   | 22.68 | 2018年3月9日  | 美国德克萨斯州大学城     |                  |